# Filigran

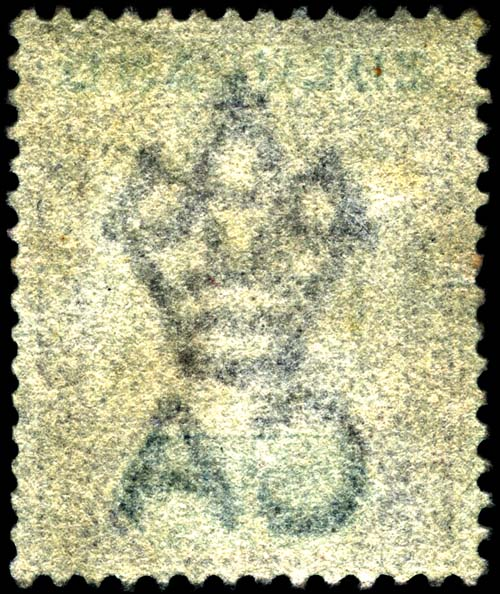
Filigran prezent pe mărcile poștale britanice din anii 1880 până în anii 1920.

Filigranul este o marcă transparentă imprimată în timpul procesului de fabricație în structura unei hârtii, denumit și actul de naștere al hârtiei. Se observă privind în zare coala de hârtie. Este reprezentat printr-un desen sau o monogramă care conține date despre calitatea hârtiei și date de identificare a fabricantului.
În industria hârtiei, filigranul este un ansamblu de fire metalice, destinate să formeze un desen sau o inscripție, după ce au fost fixate pe forma destinată primirii pastei de hârtie. Prin metonimie, cuvântul „filigran” desemnează desenul astfel format și vizibil prin transparență.

## Istoric
Cele mai vechi filigrane identificate datează din anul 1282 și aparțin morii de hârtie din Fabriano (Italia). La începutul secolului XX, Charles M. Briquet, fabricant de hârtie din Elveția, identificase 16.000 mărci de fabricație. Cu ajutorul studierii filigranelor, filologia a făcut descoperiri importante. La noi, s-a putut stabili, de pildă, de unde și-a procurat ieromonahul Macarie hârtia necesară primelor tipărituri. Colile de hârtie pe care au fost tipărite Liturghierul și a Tetravanghelul conțineau filigrane reprezentând o balanță, o ancoră, o pălărie de cardinal. Aceleași filigrane sunt imprimate și pe colile de hârtie pe care se scriau, la acea vreme, la Sibiu, documentele oficiale. S-a dedus astfel că Macarie și-a cumpărat hârtia de la Sibiu, centru comercial care importa hârtie din Italia și Germania.

## Cum se obținea marcarea hârtiei?
Pentru a obține coli de hârtie filigranată, pe rețeaua de sârmă a ramei pe care se culegea pasta din baie se țesea dintr-o sârmă fină desenul sau monograma care reprezenta marca fabricii.

## În prezent
Astăzi, hârtia filigranată se folosește în special la imprimarea bancnotelor, a diplomelor și a altor acte oficiale ca element de autenticitate și siguranță.

### Tipuri de filigrane
Se disting mai multe tipuri de filigrane:
- Filigranul cu un singur ton - poate fi deschis sau închis la culoare.
- Filigran cu două tonuri - motivul unui filigran cu două tonuri este în același timp deschis și închis la culoare.
- Filigran cu mai multe tonuri - numit uneori și filigran cu matriță cilindrică sau filigran-umbră. Utilizat de obicei numai pe bancnote, pașapoarte și alte documente de mare valoare de către industria imprimării de înaltă securitate.
- Filigran cu matriță combinat.[5]